# جریان پس‌رو (فیلم ۲۰۰۷)
جریان پس‌رو (به انگلیسی: Slipstream) فیلمی محصول سال ۲۰۰۷ و به کارگردانی آنتونی هاپکینز است. در این فیلم بازیگرانی همچون استلا آرویاوه، مایکل کلارک دانکن، فیونولا فلانگان، گوین گریزر، آنتونی هاپکینز، کریستوفر لاوفورد، کمرین منهایم، اس اپاتا مرکرسون، کریستین اسلیتر، جفری تامبر، آرون تاکر و جان تورتورو ایفای نقش کرده‌اند.